# Färjan Lina
Färjan Lina är Sveriges kortaste reguljära färjelinje. Färjan korsar Göta kanal i centrala Töreboda.  Den dras för hand över kanalen och överfarten tar mellan 25 och 30 sekunder. Färjan är i trafik vardagar från maj till september. Övrig tid ersätts färjan med en bro över kanalen.

## Historia
Färjeförbindelsen startades 1919 av den pensionerade lokföraren Oskar Lindhult. Från början skedde överfarten med en enkel vrickeka men från och med slutet av 1930-talet fick skepparen Färje-Karl tillstånd att spänna en lina över kanalen och därefter kunde en speciell farkost byggas och tas i drift. 

## Bildgalleri

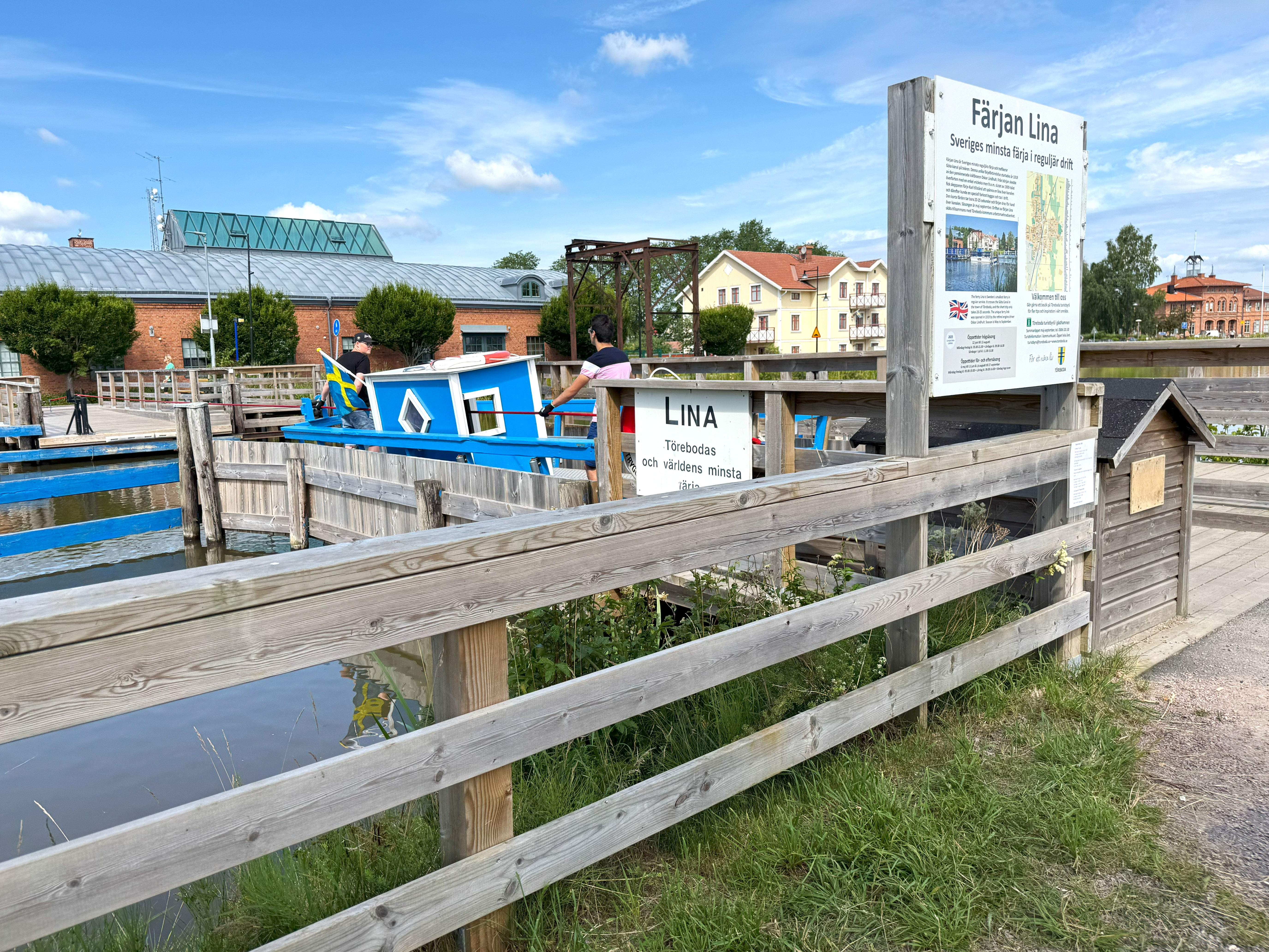
Färjan Lina
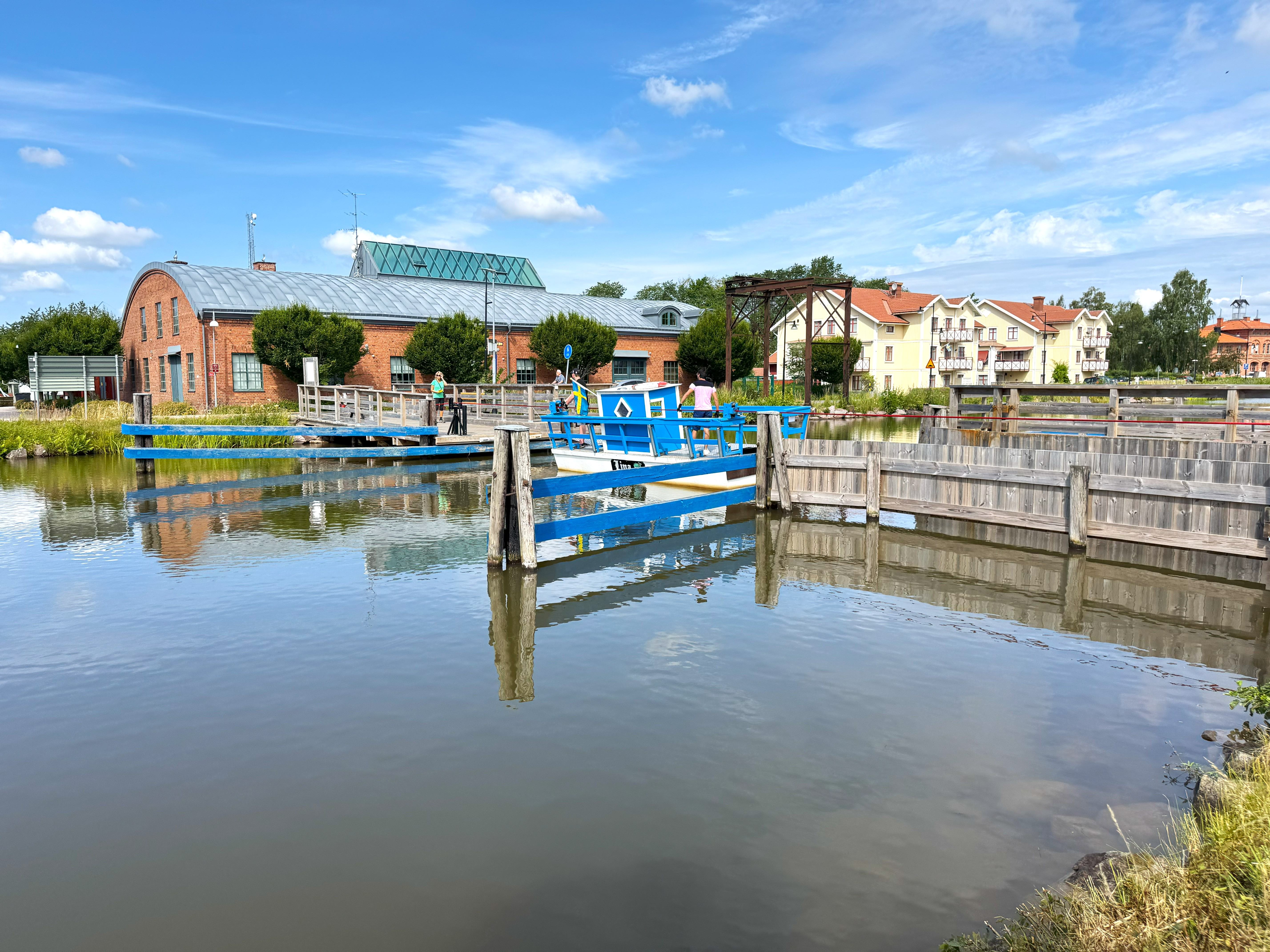
Färjan Lina
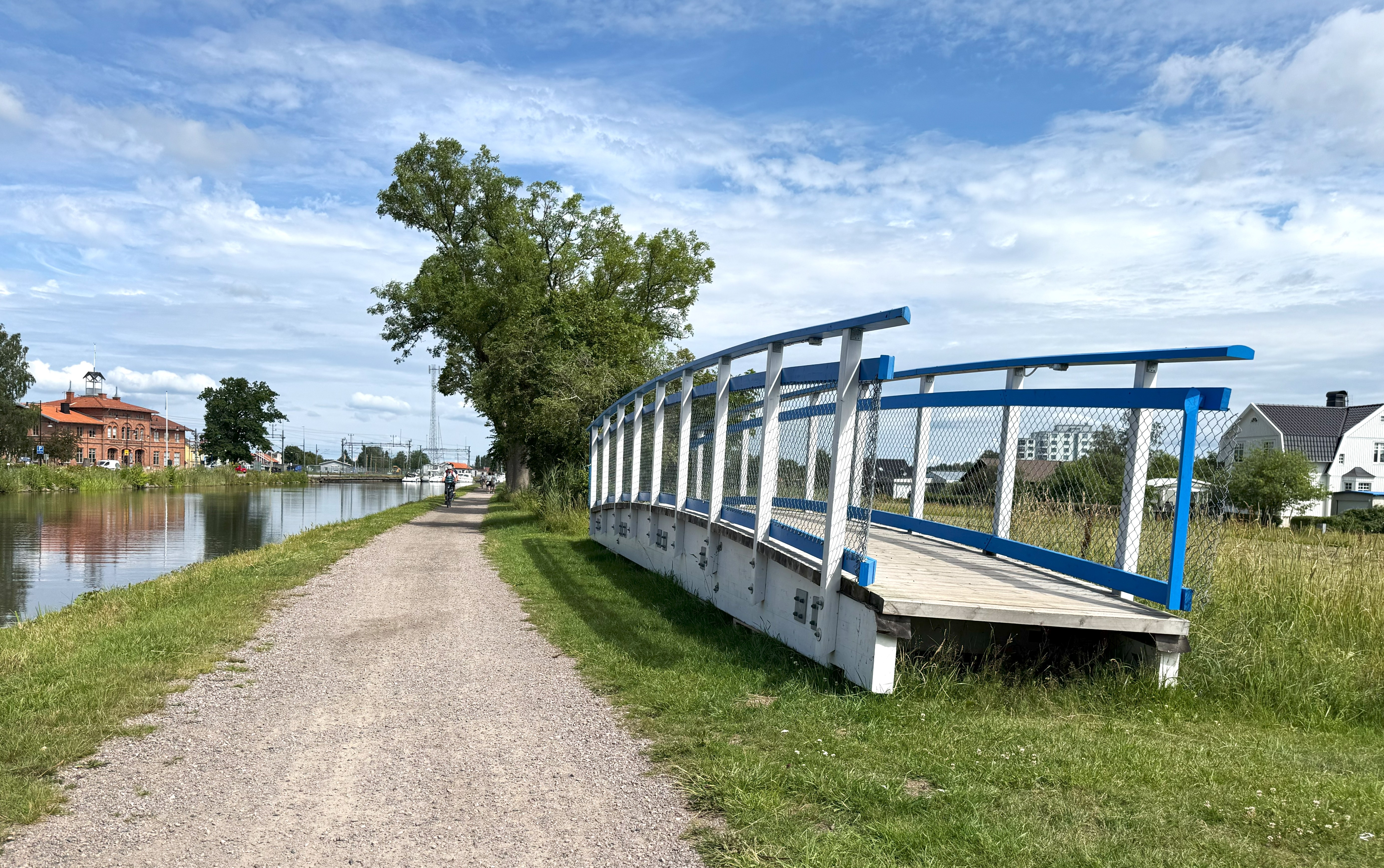
Gång- och cykelbron, som under lågsäsong ersätter färjan